# Xironogiton instabilis
Xironogiton instabilis är en ringmaskart som först beskrevs av Moore 1894.  Xironogiton instabilis ingår i släktet Xironogiton och familjen kräftmaskar. Inga underarter finns listade i Catalogue of Life.